# Abdul Rahman
Abdul Rachman sinh ra ở Balikpapan là một cầu thủ bóng đá người Indonesia hiện tại thi đấu ở vị trí tiền vệ cho Borneo F.C. ở Liga 1.
Biệt danh của anh "Abanda" đến từ việc anh đi tình nguyện tại một trại trẻ mồ côi ở Makassar năm 2005 và lũ trẻ đặt cho anh biệt danh đó.